# Gentil Braga
Gentil Homem de Almeida Braga, também atendia pelo pseudônimo Flávio Reimar (São Luís, 25 de março de 1835 — São Luís, 25 de julho de 1876) foi um jurista, poeta e escritor brasileiro. É um dos patronos da Academia Maranhense de Letras.

## Biografia
Era filho de Antônio Joaquim Braga e Maria Afra de Almeida Braga. Bacharelou-se em Direito pela Academia de Olinda, tendo exercido, muito moço ainda, a elevada função de secretário do Governo da Província do Rio Grande do Norte. Regressando ao Maranhão, exerceu o Ministério Público nas comarcas de Codó e Caxias e a judicatura na de Guimarães. Trabalhou com folhetins o que o tornou  bastante popular. 
Entre eles destaca-se o poema conhecido como Clara Verbana. Residiu no Palacete Gentil Braga.

## Obras
- Sonidos - livro de poemas.
- Entre o Céu e a Terra - folhetim.
- A Casca da Caneleira: (steeplechase) romance por uma boa dúzia de Esperanças.[3]